# 镫骨肌
镫骨肌是人体最小的骨骼肌。镫骨肌位于中耳，起自鼓室后壁的椎隆起，止于镫骨颈。 其长度略大于1毫米，功能为稳定人体中最小的骨头——镫骨。

## 结构
镫骨肌起自鼓室后壁的椎隆起（鼓室后壁的一个中空锥形突起），插入镫骨颈部。 :863

### 神经分布
镫骨肌受面神经的分支镫骨肌神经的支配。 :863

## 功能
镫骨肌通过拉动镫骨的颈部来抑制镫骨的振动，解除鼓膜的紧张状态，为鼓膜张肌的拮抗肌。 :863作为参与声传导的肌肉之一，它可以防止镫骨过度运动，有助于控传入内耳的声波的振幅。

## 临床意义
镫骨肌瘫痪时，镫骨可以以更大的幅度震动，导致听小骨对声音振动的反应增强，这种情况被称为听觉过敏，即将正常响度的声音误认为是非常大的声音。镫骨肌神经（面神经的一个分支）受损时（或面神经本身受损在镫骨肌分支前）可能导致镫骨肌瘫痪。在面神经瘫痪（Bell's palsy）这类单侧面神经麻痹的病例中，听骨肌瘫痪并可能导致听觉过敏。

## 其它动物
镫骨肌和其附着的镫骨一样，与其他脊椎动物结构有着共同的进化历史。